# زرايب العبيد
زرايب العبيد رواية للروائية الليبية نجوى بن شتوان. صدرت الرواية لأوّل مرة عام 2016 عن دار الساقي في لندن. ودخلت في القائمة النهائية «القصيرة» للجائزة العالمية للرواية العربية لعام 2017، المعروفة باسم «جائزة بوكر العربية».

## حول الرواية
تروي الكاتبة الليبية «نجوى بن شتوان» في هذه الرواية حكاية «زرايب العبيد»، التي تحترق فينكشف كل ما كان خفيّا. تجمع بين السيد «محمد» والعبدة «تعويضة» علاقة حب تُعدّ محرمة في عُرف السادة الذين اعتادوا اتخاذ العبدات خليلات. فيرسل الوالد نجله في تجارة لإبعاده عن حبيبته، وتسقي والدته «تعويضة» سائلا في محاولة لإجهاض جنينها، ليتم إثر ذلك تزويجها بأحد العبيد. عند عودة «محمد» من رحلة التجارة يعلم أن أهله قد قتلوا ولده الجنين وأرسلوا حبيبته إلى حيث لا يدري، فيبدأ رحلة البحث عنها. «زرايب العبيد» تكشف الغطاء عن المسكوت عنه من تاريخ العبودية في ليبيا، ذلك التاريخ الأسود الذي ما زالت آثاره شاخصة حتى يومنا الراهن.